# Юбер Арена (Берлин)
„Юбер Арена“ (Uber Arena), предишно наименование O2 World, Мерцедес-Бенц Арена“ (Mercedes-Benz Arena), е спортна арена в Берлин, Германия.
Строежът на залата започва през 2006 г. и е завършен през септември 2008 г. Има капацитет до 17 000 зрители. Арената е дом на хокейния отбор „Айсберен“ (Берлин) и баскетболния отбор „Алба“ (Берлин).
Откриването на арената става на 10 септември 2008 г. Събитието съвпада с концерта на известната рок-група Metallica. При откриването на стадиона Metallica за първи път изпълняват песни от новия си албум Death Magnetic.